# 香山南路
香山南路为中国北京市海淀区及石景山区的一条道路，位于香山以东南处，北端在国家植物园附近和香山路相接，西接八大处路。该道路全长4.9公里。

## 简介
香山南路以北通过香山路、买卖街、碧云寺路等路与香山公园连接，是连接北京香山公园的重要道路之一。香山南路以西南处通过八大处路也与八大处公园连接。由于连接香山和八大处，香山南路每逢香山红叶节、八大处庙会活动期间都会出现大量车流，当地交警也会对该道路进行临时管控。
香山南路的香山路-杏石口路、与北京五环路部分相邻路段为双向两车道，杏石口路至与北京五环路部分相邻路段、与北京五环路部分相邻路段至八大处路路段为双向四车道，受到北京地铁西郊线通行的影响，由香山南路前往香山路西方向的车辆需要绕行香泉环岛或其他道路。途径香山南路全线的公交线路只有北京公交932路、北京公交318路。此外部分途径香山南路的公交车线路包括北京公交505路、北京公交347路、北京公交664路等。
2024年7月26日，香山南路梵香公园西门至巨山家园西门路段完成扩建改造并正式通车。此前，香山南路上述路段在香山南路海淀段于2012年改造完成时由于古树保护和民居拆迁问题仍然保留原状，道路狭窄。此次改造也为古树保护留出了空间。